# Welkite
Welkite (ou Wolkite) est une ville et un woreda du centre-sud de l'Éthiopie qui compte 28 866 habitants en 2007. Centre administratif de la zone Gurage, rattachée à la région des nations, nationalités et peuples du Sud jusqu'en 2023, elle fait désormais partie de la région Éthiopie du Centre. 
Welkite se trouve vers 1 900 m d'altitude environ 145 km au sud-ouest d'Addis-Abeba et 110 km au nord d’Hosaena,.
Le territoire autour de Welkite formait au début des années 2000 un grand woreda appelé Goro qui se subdivise entre Welkite, Abeshge et Kebena en 2007,,.
Le recensement national de 2007 fait état d'une population entièrement urbaine de 28 866 habitants à Welkite.
Environ 48 % des habitants sont orthodoxes, 42 % sont musulmans, 8 % sont protestants et 1 % sont catholiques.
En 2022, la population de la ville est estimée à 77 514 personnes avec une densité de population de près de 7 530 personnes par km2 et 10,3 km2 de superficie,.